# Calamaria lautensis
Calamaria lautensis е вид змия от семейство Смокообразни (Colubridae).

## Разпространение и местообитание
Видът е разпространен в Индонезия (Суматра).
Обитава гористи местности, възвишения, крайбрежия и плата.